# Список активов во владении Warner Bros. Discovery
Warner Bros. Discovery — американский многонациональный медиа- и развлекательный конгломерат, базирующийся в Нью-Йорке. Компания работает в следующих областях: кино, телевидение, кабельные сети и издательские операции.

## Warner Bros. Entertainment
- Warner Bros. Studio Facilities
  - Warner Bros. Museum
  - Warner Bros. Studios, Burbank
  - Warner Bros. Studios, Leavesden
  - Warner Bros. International Dubbing & Subtitling
  - The Burbank Studios
- Warner Bros. Digital Networks[1]
  - OneFifty
  - Uninterrupted (совместное предприятие с Леброном Джеймсом)
  - Ellen Digital Ventures (совместное предприятие с Эллен Дедженерес)
  - Sports & Entertainment Digital Network
  - WBDGE Digital & Online
  - WBDGE Podcast Network
  - Private Networks
  - Food.com
  - Discovery Digital Studios
- Warner Bros. Home Entertainment
  - Studio Distribution Services (совместное предприятие с Universal Pictures Home Entertainment)
  - Warner Bros. Anti-Piracy Operations[2][3]
  - Discovery Home Entertainment
- Warner Bros. Theatre Ventures
- DC Studios
- WaterTower Music
- Fandango Media (25 %; с NBCUniversal)
  - Fandango Movieclips
  - Movies.com
  - MovieTickets.com
  - Fandango Latam
  - Vudu
- Turner Entertainment Co.
- Wolper Organization

### Warner Bros. Motion Picture Group
- Warner Bros. Pictures
- New Line Cinema
- Warner Bros. Pictures Animation
- Castle Rock Entertainment (бренд и задняя библиотека)
- Flagship Entertainment Group (Китай) (49 %) (совместное предприятие с China Media Capital (41 %) и TVB (10 %))
- Spyglass Media Group (миноритарные доли, с Lantern Entertainment, Lionsgate, Cineworld Group и Eagle Pictures)
- Warner Bros. Pictures Domestic Distribution (североамериканская выставка)
- Warner Bros. Pictures Distribution International (международная дистрибуция и производство; наиболее активные во Франции, Германии, Италии, Испании, Великобритании, Ирландии, Японии, Южной Корее, Аргентине, Бразилии и Мексике)

### Warner Bros. Television Group
- Warner Bros. Television Studios
  - WBTVS Scripted Production
    - Alloy Entertainment

  - WBTVS Unscripted Production
    - Telepictures
      - Telepictures Music
      - DC All Access
      - True Crime Daily

    - Warner Horizon Unscripted Television

  - Warner Bros. Television Workshop — премьерная писательская программа для новых сценаристов, которые хотят начать и продолжить свою карьеру в мире телевидения. Каждый год семинар отбирает до восьми участников из более чем 2500 заявок и знакомит их с Warner Bros. Лучшие сценаристы и руководители телевидения, и всё это с конечной целью — дать им должность в телешоу производства Warner Bros. Семинар телевизионных сценаристов Warner Bros. состоит из трёх компонентов, все они направлены на подготовку сценариста к успешной карьере в области телевидения.
  - Warner Bros. Animation
  - Blue Ribbon Content
  - Cartoon Network Studios
  - Williams Street
  - Warner Bros. Domestic Television Distribution
- Discovery Studios
- Warner Bros. International Television Production
  - WBITVP Australia
  - WBITVP Belgium
    - Eyeworks Belgium Scripted
    - BlazHoffski Belgium

  - WBITVP Latin America[4]
    - CN Latin America Original Productions

  - WBITVP Nederland
    - BlazHoffski Netherlands
    - Kaap Holland Film

  - WBITVP New Zealand
  - WBITVP Nordics
    - LazyTown Entertainment

  - WBITVP France
  - WBITVP Spain
  - WBITVP Portugal
  - Warner Bros. Television Studios UK
    - Hanna-Barbera Studios Europe
    - Renegade Pictures
    - Ricochet
    - Twenty Twenty Television
    - Wall to Wall Media

  - Warner Bros. International Television Distribution

## Warner Bros. Discovery Networks

### Broadcasting and Free ad-supported streaming television (FAST) Group
- The CW (вещательная сеть; 12,5 % с Paramount Global, 75 % принадлежит Nexstar Media Group)[5][6]
  - The CW Plus (Вторичная национальная лента службы телевизионной синдикации)
  - CW Seed (бесплатное потоковое телевидение с поддержкой рекламы)
- Free TV Networks (каналы вещательной сети и бесплатного потокового телевидения с поддержкой рекламы; совместное предприятие с Lionsgate и Gray Television)[7]
  - The365 (канал вещательной сети и бесплатного потокового телевидения с поддержкой рекламы)
  - Outlaw (канал вещательной сети и бесплатного потокового телевидения с поддержкой рекламы)
  - VCR Action (канал бесплатного потокового телевидения с поддержкой рекламы)
  - VCR Haha (канал бесплатного потокового телевидения с поддержкой рекламы)
- WBTV (каналы бесплатного потокового телевидения с поддержкой рекламы)[8]
  - WBTV Watchlist
  - WBTV Keeping It Real
  - WBTV All Together
  - WBTV Sweet Escapes
  - WBTV Paws & Claws
  - WBTV Slice of Life
  - WBTV Welcome Home
  - WBTV At the Movies
  - WBTV How To
  - WBTV Supernatural
  - WBTV Crime Series
  - WBTV Mysteries
  - WBTV Love & Marriage
  - WBTV Family Rules

### The Cartoon Network, Inc.
- Cartoon Network
- Adult Swim
  - Toonami
- Cartoonito
- Boomerang
- Discovery Family (60 % с Hasbro)
- Discovery Familia

### Entertainment Group
- TBS
- TNT
- TruTV
- Turner Classic Movies
- Discovery Channel
  - Discovery en Español
- Animal Planet
- Oprah Winfrey Network (95 % с Harpo Productions)
- Travel Channel

### Factual & Lifestyle Group
- American Heroes Channel
- Destination America
- Discovery Life
- HGTV (Международные версии)
  - Hogar de HGTV
- Investigation Discovery (Международные версии)
- Television Food Network, G.P. (69 % с Nexstar Media Group)
  - Food Network (Международные варианты)
  - Cooking Channel (Международные версии)
- TLC (Международное вещание)
- Science Channel (Международное вещание)

## Home Box Office, Inc.
- HBO
  - HBO2
  - HBO Signature
  - HBO Family
    - HBO Kids

  - HBO Comedy
  - HBO Zone
  - HBO Latino
- Cinemax
  - MoreMax
  - ActionMax
  - ThrillerMax
  - 5StarMax
  - MovieMax
  - Cinemáx (испаноязычная синхронная трансляция основного канала)
  - OuterMax
  - Cinemax on Demand
- Magnolia Network (с Чипом и Джоанной Гейнс)
- HBO Bulk
- HBO Films
- HBO Documentary Films

## CNN Worldwide
- CNN
  - CNN Business
  - Great Big Story
- HLN
- CNN en Español
- CNN Films
- CNN International
  - EMEA
    - CNN Türk (50 % с Demirören Group)
    - CNN Arabic

  - CNN Asia-Pacific
    - CNN International South Asia
    - CNN-News18 (совместное предприятие с Network 18)

  - CNN Chile
- Licensed
  - A2 CNN (G2 Media)
  - Antena 3 CNN (Intact Media Group)
  - CNN Brazil (Novus Media)
  - CNN Indonesia (Trans Media)
  - CNN Philippines (Nine Media Corporation и Radio Philippines Network)
  - CNN Portugal (Media Capital)
  - CNN Prima News (FTV Prima)
  - N1 (United Group)

## TNT Sports
- TNT Sports Interactive
  - NCAA.com (совместное предприятие с NCAA)
  - NBA.com (совместное предприятие с NBA)
  - PGA.com (совместное предприятие с PGA of America)
  - Bleacher Report (веб-сайт)
    - House of Highlights (сеть социальных медиа)
- MLB Network (кабельный телеканал; 16,67 % с Major League Baseball, NBC Sports Group, Charter Communications и Cox Communications)
- NBA TV (кабельный телеканал; операции)
- Motor Trend Group
  - Motor Trend (кабельный телеканал)
  - Hot Rod (журнал)
  - Four Wheeler (журнал)
  - Motor Trend (журнал)
  - Motor Trend+ (стриминговый сервис по подписке)
  - Motor Trend FAST TV (канал бесплатного потокового телевидения с поддержкой рекламы)
  - Motor Trend VELOZ TV (испаноязычный канал бесплатного потокового телевидения с поддержкой рекламы)
- Golf Digest (журнал)

## Warner Bros. Discovery Global Streaming & Interactive Entertainment

### Global Streaming
- Max[9][10]
  - HBO Go (всё ещё существует в некоторых азиатских странах; будет сложен, обновлен и преобразован в просто Max, который сольётся HBO Max и Discovery+ в конце 2024 года.)[11]
  - HBO Max (Все еще существует в некоторых странах Латинской Америки, Карибского бассейна и Европы; будет переименован в Max в 2024 году)
- Discovery+[12]
- Philo (совместное предприятие A&E Networks, AMC Networks и Paramount Global)

### Warner Bros. Games
- Avalanche Software
- Monolith Productions
- NetherRealm Studios
- Portkey Games
- Rocksteady Studios
- TT Games
  - TT Games Publishing
  - TT Fusion
  - Traveller's Tales
  - TT Odyssey
- Cartoon Network Games
- WB Games Boston
- WB Games Montréal
- WB Games New York
- WB Games San Diego
- WB Games San Francisco

### Rooster Teeth
- Rooster Teeth Animation
- Rooster Teeth Studios[13]

## Warner Bros. Discovery Global Brands and Experiences
- Warner Bros. Discovery Global Themed Entertainment
  - Warner Bros. Theme Parks
    - Parque Warner Madrid (5 %)

  - Warner Bros. Studio Tours
    - Warner Bros. Studio Tour Hollywood
    - Warner Bros. Studio Tour London — The Making of Harry Potter

  - Discovery Destinations
    - Discovery Adventure Parks
    - Discovery Destination Hotels
    - Discovery at Sea
    - Discovery Live Shows & Exhibits
    - Discovery Living Words
- Warner Bros. Discovery Global Consumer Products
  - MAD
  - DC Comics/DC Entertainment[14][15]
    - DC Black Label
      - DC’s Young Animal
      - Sandman Universe
      - Hill House Comics
      - Murphyverse

    - DC Graphic Novels for Kids
    - DC Graphic Novels for Young Adults
    - Wonder Comics
    - WildStorm
    - DC Universe Infinite

## Warner Bros. Discovery International
- The Cartoon Network, Inc. (международные каналы)
  - Cartoon Network
  - Cartoonito
  - Boomerang
- Entertainment Group (international channels)
  - TBS и TNT
  - Warner TV
  - Discovery Channel
  - Animal Planet
  - Travel Channel International
- HGTV
- TNT Sports

### Asia-Pacific
- 9Rush (совместное предприятие с Nine Entertainment Co.)
- Asian Food Network
- Discovery Japan (совместное предприятие с JCom[яп.])
  - Movieplus
  - LaLa TV
  - MONDO TV
  - TABI Channel
- Discovery Science
- DMAX
- EVE
- JTBC (2.64 %)
- Turner Japan
  - CNNj
- World Heritage Channel

#### Индия
- Cartoon Network HD+
- Discovery Kids
- Discovery Science
- Discovery Tamil
- Discovery Turbo
- Eurosport
- Pogo

#### Новая Зеландия
- Bravo (New Zealand) (совместное предприятие с NBCUniversal International Networks)
- Eden
- Three
- Living
- Rush

### Европа, Ближний Восток и Африка
- Adult Swim UK & Ireland
- Boing
  - Boing (Африка)
  - Boing (Италия) (49 % с Mediaset)
  - Boing (Испания) (50 % с Mediaset España Comunicación)
- Discovery Turbo
- DMAX
- DTX
- Fatafeat
- Quest
  - Quest Red
- Really
- TNT Sports (телеканал, Великобритания) (50 % с BT Group)[16]
  - TNT Sports 1
  - TNT Sports 2
  - TNT Sports 3
  - TNT Sports 4
- Eurosport
  - Eurosport 1
  - Eurosport 2
    - Eurosport 2 Xtra (Germany)
- Warner TV Next (France)
- Warner Bros. Discovery Germany[17]
- Tele 5
  - WarnerTV Comedy
  - WarnerTV Film
  - WarnerTV Serie
- Global Cycling Network[18]
  - GCN+[19]
- Warner Bros. Discovery Italy[20]
  - Frisbee
  - Giallo
  - K2
  - Motor Trend (Italia)
  - Nove
  - Real Time
- Warner Bros. Discovery Nordics[21]
  - Warner Bros. Discovery Denmark[22]
    - 6'eren
    - Canal 9
    - Kanal 4
    - Kanal 5 (Denmark)

  - Warner Bros. Discovery Finland[23]
    - TV5
    - Kutonen
    - Frii

  - Warner Bros. Discovery Norway[24]
    - TVNorge Gruppen
      - TVNorge
      - FEM
      - MAX
      - VOX

  - Warner Bros. Discovery Sweden[25]
    - Kanal 5 (Sweden)
    - Kanal 9
    - Kanal 11

### Польша
- TVN Group
  - TVN
  - TVN 7
  - TVN24
    - TVN24 BiS

  - TVN Fabula
  - TVN International
    - TVN International Extra

  - TVN Style
  - TVN Turbo
  - TTV
  - Canal+ Poland (32 %; with Canal+ Group and Liberty Global)
- Discovery Historia
- Metro

### Америка
- Adult Swim Canada (ранее Showcase Action лицензировано от Corus Entertainment)
- Adult Swim Latin America
- Discovery Home & Health
- Discovery Kids Latin America
  - Redknot (совместное предприятие с Nelvana)[26]
- Discovery Theater
- Discovery World (Latin America)
- Discovery Velocity (Canada) (10 % с CTV Specialty Television (Bell Media))
- Glitz
- Golf Channel Latin America[27]
- HTV
- I.Sat
- MuchMusic
- Oprah Winfrey Network Canada (лицензировано от Corus Entertainment)
- Raze[28]
- Space
- TNT Novelas
- TNT Series
- TNT Sports (телеканал, Аргентина)
- TNT Sports (телеканал, Бразилия)
  - Estádio TNT Sports[29]
- TNT Sports (телеканал, Чили)
  - TNT Sports HD[30]
  - TNT Sports 2[31]
  - TNT Sports 3[32]
  - Estadio TNT Sports[33]
- TNT Sports (México)
- Tooncast

## Бывшие активы

### Отделённые
- AOL — отделена в 2009 году и приобретена Verizon Communications в 2015 году, работая в медиа-подразделении последней с 2017 по 2021 год. AOL теперь принадлежит Apollo Global Management. (через 90 % Yahoo! Inc.)
- Atari, Inc. — продана Jack Tramiel 1 июля 1984 года за 50 долларов наличными и 240 миллионов в акциях и банкнотах.
- ACC Select
- All3Media — продажа 50 % доли в настоящее время ожидается; Banijay, по слухам, является лидером[34]
- Atlanta Braves — передана Liberty Media в обмен на 60 миллионов акций Time Warner (на сумму 1,27 миллиарда долларов), принадлежащих Liberty Media.
- Atlanta Hawks
- Atlanta Thrashers
- Bad Wolf — миноритарный пакет акций; продана Sony Pictures Television в 2021 году.
- BET Holdings, Inc. — 15 % с Робертом Л. Джонсоном, руководители и акционеры BET, Taft Television & Radio Company и Liberty Media/Tele-Communications, Inc., продали свою долю в 1996 году; в настоящее время принадлежит Paramount Global через подразделение CBS Entertainment Group.
  - BET Action Pay-Per-View — приобретена TVN Entertainment Corp. в 2001 году.
  - BET on Jazz
- Central European Media Enterprises — 75 % акций; продана PPF в августе 2020 года.
- Chilevisión — продана Paramount Networks Americas в 2021 году.
- College Television Network
- Comedy Central (50 % с Viacom) — доля продана в 2003 году; в настоящее время принадлежит Paramount Global.
- CourtTV — название бренда и оригинальная библиотека программ до 2008 года приобретена Katz Broadcasting/E. В. Компания Scripps в декабре 2018 года.
- Crunchyroll — продана совместному предприятию Sony аниме-подразделению Funimation, управляемое Sony Pictures и Sony Music Entertainment Japan Aniplex, в 2021 году; объединённая компания была полностью брендирована как Crunchyroll, LLC в 2022 году, при этом название Funimation продолжало использоваться для её стримингового сервиса до завершения слияния.
  - VRV — включён в продажу, также объединён в Crunchyroll.
- Discovery Digital Networks — продана Group Nine Media в 2016 году.
- Discovery Education — контрольный пакет акций продан Francisco Partners в 2018 году и Clearlake Capital в 2022 году.
- E! — доля Time Warner была приобретена Comcast и The Walt Disney Company в 1997 году.
- Game Show Network, LLC — 42 % акций было приобретено совладельцем Sony Pictures Television в 2019 году.
- GameTap — продана Metaboli в 2008 году, закрылась в 2010 году.
- Great American Country — продана GAC Media в 2021 году и переименован в GAC Family.
- Hello Sunshine (Совместное предприятие с Риз Уизерспун, Сетом Родски и Emerson Creative) — продана.
- HowStuffWorks — продана Blucora в 2014 году.
- Hulu (10 % акций) — продана Hulu LLC, но была распределена между The Walt Disney Company (7 %) и Comcast (3 %); Disney приобрела контрольный пакет акций (67 %) Hulu, с Comcast в качестве партнёра меньшинства (33 %), в 2019 году до начала 2024 года Disney приобрела оставшуюся долю в Hulu.
- Metro-Goldwyn-Mayer — с 1967 по 1969 год принадлежала Time Inc. в качестве акционера; ненадолго принадлежала Turner Broadcasting System в 1986 году; был продана обратно Kirk Kerkorian позже в том же году и в настоящее время принадлежит Amazon (через Amazon MGM Studios), в то время как библиотека до мая 1986 года была сохранена Turner Entertainment Co.
- National Kinney Corporation — выделена в 1978 году и переименована в Andal Corporation
- New York Cosmos
- New Form Digital — продается Whistle в 2019 году
- Particular Crowd[35] — spun-off in 2023.
- Panavision
- Pittsburgh Pirates (48 % с John W. Galbreath)
- Playdemic — продана Electronic Arts в 2021 году.
- PlayON! Sports Network
- Sea World (Gold Coast) — 50 % акций выкуплено Village Roadshow Theme Parks в 2006 году вместе с Wet ‘N’ Wild Gold Coast и Warner Bros Movie World.
- Six Flags — приобретена Premier Parks в 1998 году.
- SourceFed Studios — продана Group Nine Media, закрылась в 2017 году.
- Seeker — продана Group Nine Media, подразделение Group Nine Media закрыто в 2022 году, Seeker теперь часть The Verge.
- The Smoking Gun
- SportSouth — приобретена Fox Cable Networks в 1996 году и перезапущена как Fox Sports South.
- TestTube — продана NowThis News, переименована в NowThis Originals
- Time Inc. — выделена в 2014 году, затем приобретена Meredith Corporation в 2018 году, а затем приобретена Dotdash в 2021 году.
  - IPC Media
  - Time4 Media — ранее группа журналов Times Mirror, приобретена у Tribune Company, продана Bonnier Group и World Publications.
    - Transworld Magazine Corporation
    - Popular Science
    - Marine Group
    - Time4Outdoors
    - Mountain Sports Media

  - The Parenting Group Inc. — группа журналов Time, Inc.; продана Bonnier and World Publications.
    - Family Life — продана Time Warner в 1999 году; закрылась в 2001 году.
- Time Life
  - Time-Life Films — продана Columbia Pictures Television в 1981 году; библиотека принадлежит HBO.
    - Talent Associates

  - Time-Life Records
- Time Warner Book Group — продана Hachette Livre в 2006 году.
- Time Warner Cable — выделена в 2009 году и приобретена Charter Communications в 2016 году.
- TMZ — продана Fox Corporation в 2021 году.
- TT Centroid — перешла в Pinewood Studios и выделена в 2008 году.
- TriStar Pictures — совместное предприятие с CBS и Columbia Pictures. В декабре 1986 года HBO продал TriStar Columbia Pictures.
- truTV UK and Ireland
- Turner South — приобретена Fox Cable Networks в 2006 году и перезапущена как SportSouth.
- TW Telecom — выделена в 1998 году, приобретена Level 3 Communications Inc. в 2014 году.
- Warner-Amex Satellite Entertainment — совместное предприятие с American Express; стала MTV Networks и продана Viacom в 1986 году.
  - Cable Music Channel — продан Turner компании Warner-Amex, затем закрылась и была заменена на VH1.
- Warner Bros. Movie World Gold Coast — 50 % акций парка выкуплено Village Roadshow Theme Parks в 2006 году вместе с Wet ‘n’ Wild Gold Coast и Sea World.
- Warner Bros. Movie World Germany
- Warner Bros. Ranch — продана компании Stockbridge Capital Group[36][37][38].
- Warner Music Group — выделена в 2004 году, затем приобретена Access Industries в 2011 году, а затем снова вышла на IPO в 2020 году.
  - Warner Advanced Media Operations — приобретена Cinram International в 2003 году.
  - WEA Manufacturing — приобретена Cinram International в 2003 году.
- Wet’n’Wild Water World — 50 % в парке выкуплены Village Roadshow Theme Parks в 2006 году вместе с Warner Bros. Movie World and Sea World.
- WPCH-TV — продана корпорации Meredith в 2017 году, а затем приобретена Gray Television в 2021 году.

### Закрытые
Это подразделения Warner Bros. Discovery, которые были закрыты или включены в другую часть компании.
- 3net — 3D-телеканал, принадлежащий совместно Sony и IMAX Corporation; работал с 2011 по 2014 год.
- 7food network
- AT&T SportsNet — закрылся 21 октября 2023[39][40].
  - AT&T SportsNet Pittsburgh
  - AT&T SportsNet Southwest
  - SportsNet Rocky Mountain (региональный спортивный телеканал; продолжал работать до конца 2023 года)
  - Root Sports Northwest (региональный спортивный телеканал; 29 % с Baseball Club of Seattle, LP; продаст свою долю Mariners с начала 2024 года)[41]
- Adult Swim Games
  - Big Pixel Studios
- AIMS Multimedia — приобретена Discovery Education в 2004 году.
- Altschul Group Corporation — приобретена Discovery Education в 2003 году.
  - FilmFair Communications
- Animal Planet Italy
- Associated Artists Productions — купила мультфильмы Fleischer/Famous Studios о Попае 1933—1957 и библиотеку WB до 1950 года в 1956 году; последняя библиотека вернулась к собственности Warner в 1996 году в рамках слияния Turner (которое также включало мультфильмы о Попае)
- Animalist
- Bamzu.com
- Beme Inc. — объединилась с CNN Digital Studios в 2018 году.
- Boomerang Germany — закрыт в 2018 году и заменён Boomerang CEE немецкой рекламой.
- Boomerang (Latin America) — закрыт в 2021 году и заменен на Cartoonito (Латинская Америка).
- Brut Productions — приобретена Turner Broadcasting System у Faberge Inc. в 1982 году; библиотека в настоящее время принадлежит Turner Entertainment Co.
- Beyond The Lot
- C4
- California Video Center
- Canal 8 Sport
- Cartoonito (телеканал, Испания)
- Cartoon Network (телеканал, Испания) — закрыт в 2013 году и заменён испанской версией Boing.
- Cartoon Network Too
- Cartoon On-Air
- Castle Rock Television — объединена с Warner Bros. Television.
- China Entertainment Television — 36 % акций компании Turner Broadcasting System; прекращено вещание в 2016 году.
- Clearvue & SVE — приобретена Discovery Education в 2006 году.
- CNN Airport
- CNN Checkout Channel
- CNNfn
- CNN Pipeline
- CNN/SI
- CNN+ (в сочетании с CNN Global) — второе воплощение; закрыт 28 апреля 2022 года
- CNN+ (Spanish TV network) — первое воплощение; совместное предприятие с Sogecable.
- CNN Money Switzerland — совместное предприятие с MediaGo.
- Cartoon Network Extreme (CNX)
- Crime Library
- DC Entertainment — объединена с DC Comics в 2023 году[15][42].
- DC Vertigo
- DC Universe (SVOD) — закрыт, каталогом поглощён HBO Max, и переведен в DC Universe Infinite 21 января 2021 года.
- Discovery Channel Multimedia
- Discovery Channel Radio
- Discovery Channel Romania
- Discovery Civilization
- Discovery Family (France) — закрыт в 2022 году.
- Discovery Family Go — закрыт 2 мая 2022 года.
- Discovery Films — библиотека принадлежит Warner Bros.
- Discovery Geschichte
- Discovery Health Channel
- Discovery Home & Health Southeast Asia
- Discovery Home & Health UK
- Discovery Kids Australia
- Discovery Kids UK
- Discovery People
- Discovery Real Time
- Discovery Real Time France
- Discovery Shed
- Discovery Travel & Living
- Discovery Wings
- Discovery World Europe
- DKids
- DMAX MENA
- Dplay — заменён в доступных регионах Discovery+.
- DramaFever — закрыт в 2018 году.
- eleveneleven
- Esporte Interativo — телеканалы закрылись в 2018 году; бренд заменен на TNT Sports в 2021 году.
- Eurosport 360°
- Eurosport 2 Xtra (Portugal)
- Eurosport News
- Eurosport Player — заменён в доступных регионах Discovery+.
- Eurosport Plus
- FandangoNOW
- Festival
- FilmBuff
- FilmStruck — закрыт в 2018 году.
- Fine Living Europe
- Fine Living Italy
- First National Pictures — приобретена Warner Bros. в 1928 году и закрыта в 1936 году.
- FitTV
- Food Network (New Zealand)
- Four
- Fullscreen, Inc. — команда уволена, а компания поглощена рекламными продажами WBD[43]
  - McBeard
  - Reelio
- Global Digital Media Xchange
- Golf World (журнал)
- GolfTV — расформирован в Discovery+ в 2022 году.
- Good Food
- GXT
- Hanna-Barbera — поглощена Warner Bros. Animation.
  - Hanna-Barbera Home Video
  - Hanna-Barbera Poland
- HBO Animation
- HBO Defined (India)
- HBO Now — заменена/закрыта HBO Max.
- HBO Downtown Productions — распущена в 2001 году; библиотека до 1992 года принадлежала HBO.
- HBO Hits (India)
- HBO Independent Productions
- HBO Netherlands — совместное предприятие с Ziggo.
- HBO Go — заменён HBO Max в США, Латинской Америке, Скандинавии, Испании, Португалии, Центральной и Восточной Европе, всё ещё действует в азиатских странах, будет преобразован в просто Max, который объединит HBO Max и Discovery+ в конце 2024 года.
  - HBO Nordic
  - HBO Portugal
  - HBO España
- HBO NYC Productions (ранее HBO Showcase) — перешла в HBO Films.
- HBO Home Entertainment — перешла в Warner Bros. Home Entertainment в 2019 году.
- HBO Latin America Group — перешла в Warner Bros. Discovery Latin America Group.
- Headstrong Pictures
- HOOQ (совместное предприятие стримингового сервиса с Sony Pictures Entertainment и Singtel) — закрыта 30 апреля 2020 года из-за ликвидации и в конечном итоге продана Coupang в июле 2020 года, чтобы сформировать ядро своего стримингового сервиса под названием Coupang Play.
- iStreamPlanet — расформирована в 2023 году[44].
- Lorimar Film Entertainment
  - Monogram Pictures/Allied Artists Pictures Corporation — продана Lorimar в 1979 году; после 17 августа 1946 года библиотека в настоящее время принадлежит Warner Bros. Entertainment.
    - Interstate Television — основана в начале 1950-х годов как телевизионное подразделение Allied Artists, стал Allied Artists Television в 1960-х годах и был объединен в Lorimar вместе с остальной частью AAPC в 1979 году..
- Lorimar Home Video — перешла в Warner Home Video в 1988 году.
- Lorimar Records
- Lorimar Television
  - Rankin/Bass Productions — библиотека после 1974 года, в настоящее время принадлежащая Warner Bros.
  - ZIV International — приобретена Lorimar Productions в 1982 году; содержимое библиотеки было продано Coral Pictures в 1986 году.
- Machinima, Inc. — объединена с Fullscreen в 2019 году.
- Midway Games — обанкротилась и закрылась в 2009 году.
  - Atari Games
  - Time Warner Interactive
- Momlogic
- Mondo Mah-jong TV — прекратил вещание 31 марта 2022 года из-за закрытия платформы, которая транслировала канал.
- National General Pictures — продана Warner Bros. в 1973 году.
- Nelson Entertainment — приобретена New Line Cinema в 1991 году; библиотека в настоящее время принадлежит Metro-Goldwyn-Mayer.
  - Embassy Home Entertainment — бывшие подразделения его дочерней компании, Embassy Pictures.
  - Galactic Films, Inc.
  - Spikings Corporation
  - Charter Entertainment
- New Line Home Entertainment — перешла в Warner Home Video.
- New Line Television — перешла в Warner Bros. Television.
- New Line Television Pay-Per-View — перешла в Warner Bros. Television Distribution.
- Oh!K
- Outright Distribution
- People’s Court Raw
- Picturehouse — переименована в Fine Line Features в 2005 году, затем закрыта в 2008 году; вновь открыта в 2013 году как независимая студия
- Prime Time Entertainment Network
- Revision3
  - Rev3Games
  - What’s the Big Deal?
- Quest Arabiya
- Quibi — маленькая доля; закрыта.
- Red by HBO (24/7 азиатский киноканал; совместное предприятие с Mei Ah Entertainment) — прекратил вещание 1 июля 2021 года.
- Setanta Sports Asia
- Seven Arts Productions
- Shed Productions — перешла в Wall to Wall
- Snowblind Studios — объединена с Monolith Productions в 2012 года.
- Stage 13 — закрыта в 2022 году[45].
- Screwattack — перешла в Death Battle.
- Studio T — комбинированное название бренда Turner для TBS Productions и TNT Productions; распущена в 2019 году.
- Super Deluxe
- TBS (Latin America) — закрыт в 2023 году и заменён TNT Novelas.
- TCM Movies
- ThreeLife
- Tabi Tele — прекратил вещание 31 марта 2022 года из-за закрытия платформы, которая транслировала канал.
- Take 2
- Toonami (каналы в Индия, Юго-Восточная Азия и Великобритания и Ирландия)
- TNT Sweden — закрыт в 2019 году.
- TruTV (Latin America) — закрыт в 2023 году и заменён Adult Swim (Latin America).
- Turner Broadcasting System — закрыта в 2019 году.
  - Turner Broadcasting System Latin America
  - Turner International Argentina
- Turner Classic Movies 2
- Turner Classic Movies (Asia)
- Turner Classic Movies (Northern Europe)
- Turner Home Entertainment — перешла в Warner Home Video в качестве единственного подразделения в декабре 1996 года.
- Turner Pictures — перешла в Warner Bros.
- Turner Program Services — перешла в Warner Bros. Television Distribution.
- Vivolta (20 % акций)
- Warner Bros. Domestic Pay TV, Cable & Network Features — бывшее подразделение Warner Bros. Внутреннее телевидение, которое лицензировало художественные фильмы, телесериалы, мини-сериалы, телевизионные фильмы и специальные предложения Warner Bros. для платного телевидения и основных кабельных рынков, а также художественные фильмы для вещательных сетей. Образованный в 1994 году, она была реорганизована в 2001 году как «Warner Bros. Domestic Cable Distribution», прежде чем попасть в Warner Bros. Domestic Television Distribution в 2008 году.
- Warner Bros. Family Entertainment — закрыта в 2009 году.
- Warner Bros. Feature Animation
- Warner Bros. Global Kids, Young Adults and Classics — закрыта в 2022 году.
- Warner Bros. Jungle Habitat
- Warner Bros. Studio Store
- WB Channel
- Watershed Television
- Warner Horizon Scripted Television — объединена с Warner Bros. Television Studios в 2020 году.
- WarnerMax — недолговечная совместная компания Warner Bros. и HBO Max, она закрылась в октябре 2020 года.
- Warner Independent Pictures — закрылась в 2008 году.
- Warner Premiere — закрылась в 2012 году.
- Warner Alliance — ныне закрытое подразделение современной христианской музыки, принадлежащее Warner Music Group, которая работала до 1998 года. Компания была распущена компанией Warner, купившей Word Entertainment.
- Warner Leisure, Inc. — 80 % акций; ранее известная как Leisure Development Corp. of America; закрыта в 1985 году.
- Warner Resound — ныне закрытый христианский отдел Warner Music Group, сосредоточенный на распространении христианской музыки и средств массовой информации, а также продуктов других артистов, таких как Vigilantes of Love и The Call. Компания в основном заключилась после того, как Word Entertainment была продана Warner Music Group.
- Weintraub Entertainment Group — 15 % акций ранее принадлежало Columbia Pictures.
- The WB — 64 % совместное предприятие с Tribune Broadcasting; закрыта в 2006 году.
- World Championship Wrestling (WCW) — видеотека, избранные контракты борцов и другая интеллектуальная собственность, проданная World Wrestling Federation Entertainment, Inc., ныне известной как WWE (World Wrestling Entertainment), через свою дочернюю компанию W. Acquisition Company (которая впоследствии была переименована в WCW Inc. после продажи) в 2001 году.
- Yalli Productions